# Salvador Quezada Limón
Salvador Quezada Limón (* 7. Januar 1909 in Yahualica, Mexiko; † 20. November 1993) war ein mexikanischer Geistlicher und Bischof von Aguascalientes.

## Leben
Salvador Quezada Limón empfing am 25. Juni 1933 das Sakrament der Priesterweihe.
Am 20. Oktober 1951 ernannte ihn Papst Pius XII. zum Bischof von Aguascalientes. Der Erzbischof von Guadalajara, José Garibi y Rivera, spendete ihm am 8. Dezember desselben Jahres die Bischofsweihe; Mitkonsekratoren waren der Bischof von Colima, Ignacio de Alba y Hernández, und der Bischof von Zacatecas, Francisco Javier Nuño y Guerrero.
Am 28. Januar 1984 nahm Papst Johannes Paul II. das von Salvador Quezada Limón aus Altersgründen vorgebrachte Rücktrittsgesuch an.